# Kjell Roos Band
Die Kjell Roos Band ist eine schwedische Dansband. Die Band wurde 1969 von den Brüdern Kjell, Anders und Sven-Åke Roos als Bröderna Roos gegründet. In der Mitte der 1970er änderten sie den Namen in Roosarna. Als 1990 Kikki Danielsson der Band beitrat, nannte sich die Band zunächst Kikki & Roosarna, was im September 1996 zu Kikki Danielssons orkester geändert wurde. 1994 erhielt Kikki & Roosarna den schwedischen Grammis für die beste "Dansband des Jahres".
Die Band hatte viele Hits in den Svensktoppen, einer Hitparade von Sveriges Radio. Nachdem Kikki Danielsson die Gruppe im Februar 2000 verlassen hatte, wurde der Name der Formation in Kjell Roos Band geändert. Kikki Danielsson trat seit 2003 erneut mit der Band auf.

## Alben
- 1985 – "I kväll är det party"
- 1988 – "Livet är nu"
- 1990 – "På lugnare vatten"
- 1992 – "En enda gång"
- 1994 – "Vet du vad jag vet"
- 1996 – "Hem till Norden"
- 1997 – "Ett hus med många rum"
- 1999 – "Dagar som kommer och går"
- 2005 – "Vad livet har att ge"